# وضع مقدم
وضع مقدم (به لاتین: Modus ponendo ponens) (که معمولاً Modus ponens خوانده می‌شود)، یکی از ساده‌ترین اشکال قیاس در حساب گزاره‌ای است.
فرض کنید {\displaystyle p} و {\displaystyle q} گزاره باشند. آنگاه قیاس استثنایی عبارت است از: {\displaystyle \left(\left(p\to q\right)\land p\right)\Rightarrow q}

## مثال‌ها
چند مثال برای وضع مقدم:
اگر امروز سه‌شنبه باشد، باید به مدرسه بروم. امروز سه‌شنبه است؛ بنابراین، باید به مدرسه بروم.
اگر دانشگاه را تمام نکند، مدرک تحصیلی نمی‌گیرد. دانشگاه را تمام نکرد. پس مدرک تحصیلی نمی‌گیرد.

## برهان

### برهان با استفاده ازجدول ارزش
| q | {\displaystyle \Rightarrow } | p | ∧ | (q | → | p) |
| - | ---------------------------- | - | - | -- | - | -- |
| T | T                            | T | T | T  | T | T  |
| T | T                            | F | F | T  | T | F  |
| F | T                            | T | F | F  | F | T  |
| F | T                            | F | F | F  | T | F  |

### برهان به روش استدلال قیاسی
{\displaystyle \left(\left(p\to q\right)\land p\right)\equiv p\land \left(\sim p\lor q\right)\equiv \left(p\land \sim p\right)\lor \left(p\land q\right)\equiv \left(p\land q\right)\Rightarrow q}